# Petar Lazić

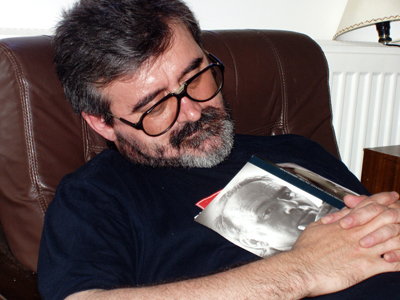
Petar Lazić

Petar Lazić (* 25. September 1960 in Kosjerić; † 9. September 2017 in Belgrad) war ein serbischer Schriftsteller.

## Biographie
Er galt als einer der bedeutendsten serbischen Satiriker und wurde in mehr als 30 Sprachen übersetzt, vertreten in 50 Anthologien weltweit.
Das Bibliografische Institut Cambridge reihte ihn unter die „2000 bedeutendsten Autoren des 20. Jahrhunderts“ ein.
Für seine Arbeiten (als Schriftsteller und Satiriker) bekam Lazić zahlreiche Auszeichnungen und Preise, aber er wurde auch mehrmals bestraft, vor und während der Milošević-Zeit, immer mit der gleichen Begründung: „Beleidigung des Präsidenten“.
Er war Parlamentsabgeordneter (Chef der Oppositionskoalition DEPOS-ND) und Mitglied des Parlamentsrates für Kultur und Information.
Im Juni 1994 trat er zurück. Er ist bis heute der einzige serbische Parlamentarier, der zurückgetreten ist. Er lebte in Belgrad.

## Werke
Rundfunk:
- "Indeksovo radio pozorište" (satirischer Radio-Cabaret), die bekannteste Radiosendung in der Geschichte Ex-Jugoslawiens – Autor und Regisseur von 1984 bis 1996, als die Sendung verboten wurde

Zeitschriften:
- "Naša krmača" (satirische Zeitschrift) – Chefredakteur von 1996 bis 1998
- “Bre!” (Politisch-satirischer Magazin) – Chefredakteur und Direktor von 1999 bis heute

Kolumnen:
- “Književnu reč” (Literaturzeitschrift) – von 1984 bis 1989
- "Nin" (Politischer Magazin) – Colimnen "Der Spiegel" und "Gehängtes Land" von 1992 bis 1996

Bücher:
- Zaustavite planetu hoću da siđem (1982) – Gedichte
- Na zubatom suncu (1988) – Aphorismen
- Heroji Bulevara revolucije (1990) – Texte für den Radiotheater “Indeksovo radio pozorište”
- Opelo za mrtvo more (1994) – Gedichte;
- Godine zapleta (1997) – Texte für den Radiotheater “Indeksovo radio pozorište”
- Izabrana satira (1998) – Auswahl – satirische Gedichte und Aphorismen (zweisprachig)
- Kratka istorija duše (2001) – Kurzgeschichten
- Nema malih uloga (2002) – Publizistik
- Breleške (2002) – Publizistik

Theaterstücke und Dramatisierungen:
- Sidarta (1984) – Dramatisierung
- Mesija (1995) – Theaterstück
- Mesožderi (1996) Theaterstück
- Đetići u parlamentu (2000) – Dramatisierung